# Schelmenroman
De schelmenroman is een literair genre dat in Spanje ontstond in de 16e en 17e eeuw als een subtype van de roman. Schelmenromans worden ook picareske romans genoemd (naar het Spaanse picaro, dat schelm betekent).

## Beschrijving
Een schelmenroman brengt het verhaal van een sociale verschoppeling van zijn geboorte en kindertijd tot zijn jonge volwassenheid. De schelm, die meestal als ik-verteller optreedt, is soms een wees en altijd iemand die zonder de bescherming van een normale gezinssituatie opgroeit. Hij verhuist meermaals en komt van de ene in de andere situatie terecht, wat het verhaal een episodisch karakter geeft. De schelm is gewiekst; zijn opeenvolgende werkgevers is hij vaak te slim af. Ondanks zijn kwajongensstreken heeft hij een goed hart. In dit genre krijgt men een scherpere kijk op het leven, de zeden en de leefgewoonten van een bepaalde tijd. 

## Geschiedenis
De schelmenroman ontstond in Spanje in de zestiende eeuw. Het eerste voorbeeld was het anonieme Lazarillo de Tormes uit 1554. Daarna volgden Guzmán de Alfarache van Mateo Alemán (1599) en El buscón van Francisco de Quevedo (1604).
In de zeventiende en achttiende eeuw verspreidde het genre zich over West-Europa. In Duitsland verscheen Der abenteuerliche Simplicissimus van Hans Jakob Christoffel von Grimmelshausen (1668). In Frankrijk was er Gil Blas van Alain-René Lesage (1715-1735). Voorbeelden uit Engeland zijn Moll Flanders van Daniel Defoe (1722) en The History of Tom Jones, a Foundling van Henry Fielding (1749).
Een schelmenroman uit de Nederlandse literatuur is Den Vermakelyken Avanturier door Nicolaes Heinsius uit 1695. Gerbrand Adriaensz. Bredero schreef een toneelstuk genaamd Den Spaenschen Brabander, dat gebaseerd is op Lazarillo de Tormes. 
Na 1800 was het genre in zijn zuivere vorm over zijn hoogtepunt. Romans werden realistischer, personages kregen meer psychologische diepgang en de intrige kreeg een minder episodisch karakter. Sommige romans van Charles Dickens, zoals Oliver Twist, waren beïnvloed door de schelmenroman. The Luck of Barry Lyndon van William Makepeace Thackeray is nog een echte schelmenroman. De Franstalige roman van Charles de Coster over de 16e-eeuwse figuur Tijl Uilenspiegel is een ander voorbeeld. Ook de boeken van Mark Twain over Tom Sawyer en Huckleberry Finn zijn erdoor beïnvloed, net als de boeken over Dik Trom van Cornelis Johannes Kieviet.
De twintigste eeuw kende een opleving van het genre, met boeken als Die Blechtrommel (1959) van Günter Grass en verscheidene romans van Erica Jong. Het wordt dan neopicareske verhaalkunst genoemd.